# Cartuchera de arma de fuego

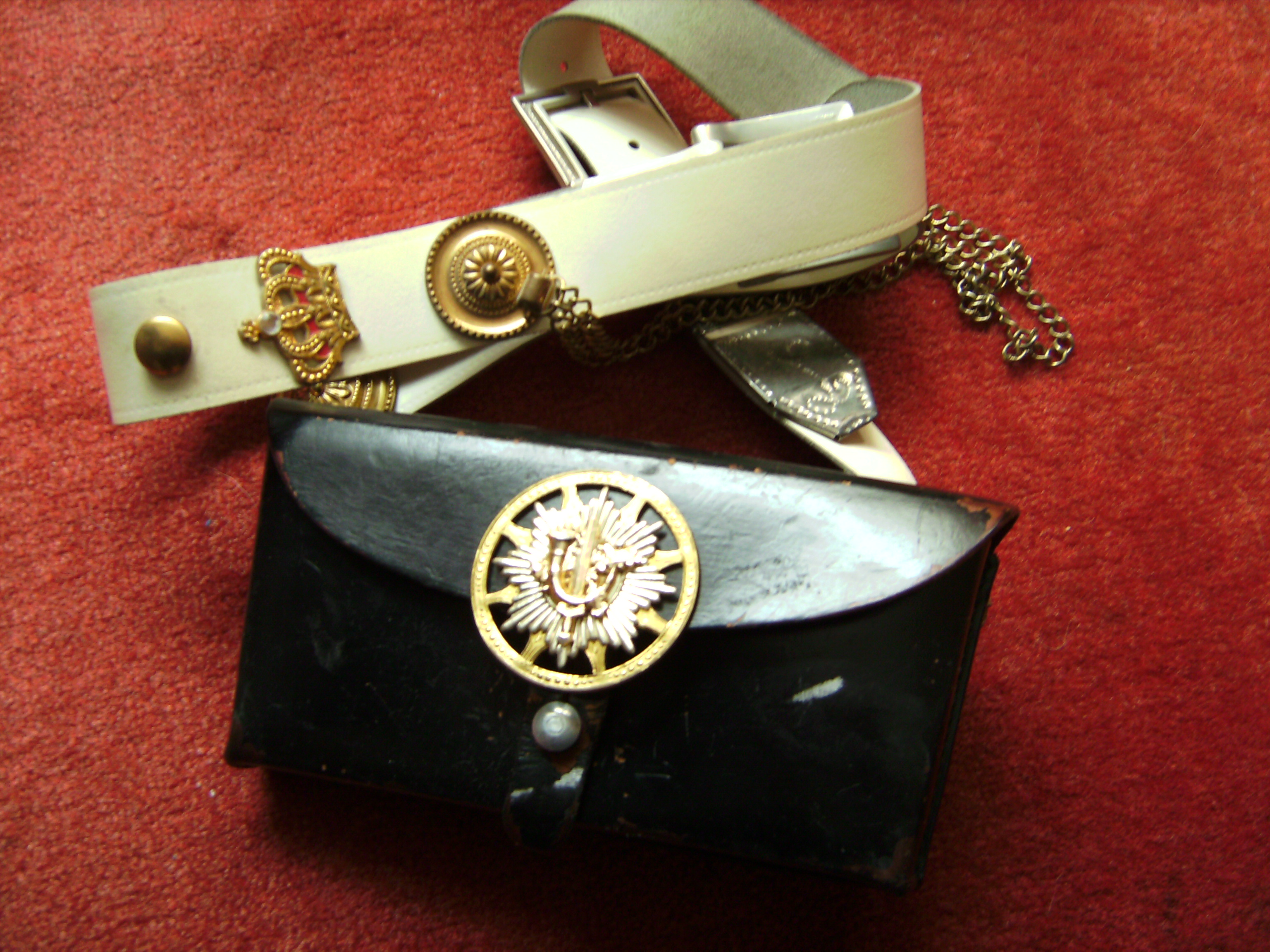
Antigua cartuchera

La cartuchera es una caja de madera y cuero que contiene los cartuchos.
La cartuchera es una parte del gran equipo del soldado y está destinada a conservar las municiones de guerra. Al principio fue solo un saquito semejante al que llaman los cazadores bolsa. Con el tiempo tomó una forma diferente y bastante semejante a la que describiremos en un momento pero entonces se llevaba atada a un cinturón puesto debajo del vestido por encima de las caderas y como la cartuchera podía andar alrededor del cinturón el soldado tenía la libertad de colocarla delante o detrás. 
Antiguamente, la cartuchera se componía de un cajoncito de madera dividido a lo largo en tres partes iguales con pequeña diferencia:
- la del medio tenía seis agujeros y cada uno era bastante grande y profundo para recibir un cartucho
- las partes laterales estaban cortadas en redondo como tres pulgadas y destinadas a contener los cartuchos en paquete.

Este cajoncito se hallaba encerrado en una caja de vaqueta bastante fuerte, que tenía su misma forma pero los dos lados grandes excedían como una pulgada y los pequeños cuatro. La extremidad de estos entraba por debajo de la cubierta que estaba cosida a uno de los lados grandes del cajón. Cubre la caja y cajón. En la primera extremidad de aquella estaba cosida una pequeña bolsa en que debía poner el soldado su destornillador, sacatrapos y pedernales de repuesto y esta pequeña bolsa estaba también tapada por la cubierta. En el ángulo derecho de la caja se hallaba atada una cadenita de alambre que terminaba en una aguja del mismo metal. 
La cartuchera se llevaba en una bandolera cuyos extremos estaban unidos a la caja por medio de dos hebillas y a la cartuchera por dos pequeños pasadores colocados en la parte superior de la misma caja. El soldado llevaba la cartuchera a la espalda y generalmente a la altura del botón del talle de la casaca. La bandolera que la sostiene pasa por sobre el hombro izquierdo. Cuando el soldado quiere echarse o sacar alguna cosa de su cartuchera, la traía hacia el lado derecho, haciendo correr la bandolera por su hombro izquierdo. 
El medio de la cartuchera estaba adornado en otro tiempo con un escudo de cobre y con las armas del Rey o las del regimiento. 